# Gampong Ulee Gle
Gampong Ulee Gle is een bestuurslaag in het regentschap Pidie Jaya van de provincie Atjeh, Indonesië. Gampong Ulee Gle telt 1909 inwoners (volkstelling 2010).